# Roger Fauroux
Roger Jean Louis Fauroux (* 21. November 1926 in Montpellier; † 16. Juli 2021 in Paris) war ein französischer Industriemanager, hoher Verwaltungsbeamter und Politiker. Er leitete in den 1980er Jahren den Großkonzern Saint-Gobain und war von 1988 bis 1991 französischer Industrieminister.

## Leben und Wirken
Roger Fauroux wurde am 21. November 1926 in Montpellier geboren, hatte aber Wurzeln in Montjoie-en-Couserans im Département Ariège. Seiner Heimat blieb er zeitlebens eng verbunden. Im Zweiten Weltkrieg verlor er einen Bruder.
Nach Besuch einer Vorbereitungsklasse im Pariser Lycée Henri IV studierte er ab 1947 an der École normale supérieure (ENS) in Paris. 1952 erwarb er die Agrégation in deutscher Literatur. 1956 schloss er ein Studium an der École nationale d’administration (ENA) ab. Er absolvierte auch ein Theologiestudium, das er mit einer Licence abschloss. Ein Jahr lang war er Matrose in der französischen Marine.
Seine berufliche Laufbahn begann er als Inspecteur des finances (Steuerinspektor), wechselte aber bald in die Industrie. 1960 trat er eine Stelle in der Eisenhütte im lothringischen Pont-à-Mousson an. Er machte Karriere in dem Unternehmen und dem Konzern Saint-Gobain, mit dem es später fusionierte. 1980 wurde er Président-directeur général von Saint-Gobain. Diese Position behielt er auch 1982 nach der Verstaatlichung des Konzerns durch die neue sozialistische Regierung unter dem im Jahr zuvor gewählten Präsidenten François Mitterrand.
1986 wurde Fauroux als erster Industrieller Präsident der ENA. Anschließend leitete er die Éditions du Cerf, ein Pariser Verlagshaus mit Schwerpunkt auf religiöser Literatur.
Ende der 1980er Jahre wurde er als Politiker aktiv. In den sozialistischen Kabinetten Rocard I und Rocard II (1988 bis 1991) war er Minister für Industrie, Außenhandel und Raumplanung. Von 1997 bis 2001 war er als Nachfolger von Simone Veil Vorsitzender des Haut conseil de l’intégration („Hoher Rat für Integration“), eines Gremiums, das 1990 vom damaligen Premierminister Michel Rocard als Reaktion auf das erste Auftreten von kopftuchtragenden muslimischen Schülerinnen an französischen Schulen gegründet worden war. Nach dieser Tätigkeit war er weiterhin im Aufsichtsrat von Industrieunternehmen tätig und verfasste mehrere Berichte für die Regierung, unter anderem zu Fragen der Schulbildung und des Bekämpfens ethnischer Diskriminierung auf dem Arbeitsmarkt. 1999 wurde er mit einer interministeriellen Mission auf dem Balkan betraut.
Auf lokaler Ebene war Roger Fauroux von 1989 bis 1995 Bürgermeister von Saint-Girons, einer Nachbargemeinde seines Herkunftsorts Montjoie-en-Couserans. Nach einem absolvierten Mandat verzichtete er darauf, zur Wiederwahl anzutreten.
Fauroux war überzeugter Katholik und mehrere Jahre lang Präsident der konfessionellen Universität Institut Catholique de Paris. Zudem war er Mitgründer der Fondation Saint-Simon, einer von 1982 bis 1999 bestehenden Denkfabrik, deren Mitglieder Unternehmensleiter und Akademiker waren und die zur Zeit ihrer Existenz hohes Ansehen in politischen und intellektuellen Kreisen genoss. 1998 erschienen seine Memoiren États de service. 2001 und 2004 veröffentlichte er gemeinsam mit dem ENA-Absolventen und Manager Bernard Spitz (* 1959) unter dem Titel Notre État („Unser Staat“) bzw. État d’Urgence („Notstand“, wörtlich aber auch „Not-Staat“), zwei vielbeachtete Essays zur Lage des französischen Staats und mit Reformvorschlägen.
2016 wurde ihm das Großkreuz der Ehrenlegion verliehen.

## Familie
Roger Fauroux war mit der Archivarin und Paläographin Marie Le Roy Ladurie (1928–2021) verheiratet, deren Bruder Emmanuel Le Roy Ladurie ein bekannter Historiker ist. Marie Le Roy Ladurie starb am 28. April 2021, wenige Monate vor ihrem Ehemann. Das Paar hatte sechs Kinder.